# Eusaundersiops inortatus
Eusaundersiops inortatus là một loài ruồi trong họ Tachinidae.